# Антарктически пингвин
Антарктическият пингвин (Pygoscelis antarcticus) е вид птица от семейство Пингвинови (Spheniscidae).
По време на размножителния период тези пингвини постигат значителни количества сън чрез изключително кратки, но чести епизоди на микросън. Чрез дистанционно проследяване на мозъчната активност с електроенцефалография, учените установяват, че пингвините "задрямват" над 10 000 пъти дневно, като всеки епизод трае средно около 4 секунди. Въпреки кратката продължителност на всяко отделно дремване, общото количество сън достига приблизително 11 часа на денонощие. Успешното размножаване на птиците в този период показва, че такава стратегия на фрагментиран сън осигурява необходимата физиологична почивка, без да компрометира повишената бдителност, необходима за оцеляване и грижа за поколението.

## Разпространение
Видът е разпространен в Антарктида, Аржентина, Остров Буве, Фолкландски острови, Френски южни и антарктически територии, Чили и Южна Джорджия и Южни Сандвичеви острови.